# 구사즈미 고노스케
구사즈미 고노스케(일본어: 草住 晃之介, 2000년 7월 12일~)는 일본의 축구 선수이다.

## 구단 경력
그는 J1리그의 FC 도쿄에 입단했다. 2017년부터 2018년까지 J3리그의 FC 도쿄 U-23에서 뛰었다.